# Техаський технологічний університет
33°35′05″ пн. ш. 101°52′48″ зх. д. / 33.58483° пн. ш. 101.87999° зх. д.
Техаський технологічний університет (англ. Texas Tech University) — американський державний дослідний університет в місті Лаббок у штаті Техас. Заснований 10 лютого 1923 року, спершу як Техаський технологічний коледж. Розташовується на площі 1839 акрів (7,44 кв. км).
Більшість студентів цього університету родом з південного заходу США. Також тут здобувають освіту студенти з усіх 50 штатів США і понад 100 країн світу.

## Історія
10 лютого 1923 року губернатор Техасу Пет Морріс Нефф підписав закон про створення Техаського технологічного коледжу, і в липні того ж року комітет почав шукати місце для його розміщення. Коли члени комітету відвідали Лаббок, вони були вражені тим, що місцеві жителі збиралися на вулицях, щоб висловити підтримку ідеї заснування тут навчального закладу. У серпні того ж року Лаббок був обраний на першому голосуванні, обійшовши такі міста як Флойдейда, Плейнв'ю і Світвотер.
Будівництво кампусу почалося 11 листопада 1924 року.